# Cylindilla formosana
Cylindilla formosana är en skalbaggsart som först beskrevs av J. Linsley Gressitt 1951.  Cylindilla formosana ingår i släktet Cylindilla och familjen långhorningar.
Artens utbredningsområde är Taiwan. Inga underarter finns listade i Catalogue of Life.